# 石耀霖
石耀霖（1944年2月10日—），中国地球物理学家。

## 生平
出生于广西桂林。1966年毕业于中国科学技术大学。1986年在美国伯克利加州大学获博士学位。2001年当选为中国科学院院士。中国科学院大学教授。